# Resolución del Consejo de Seguridad de las Naciones Unidas

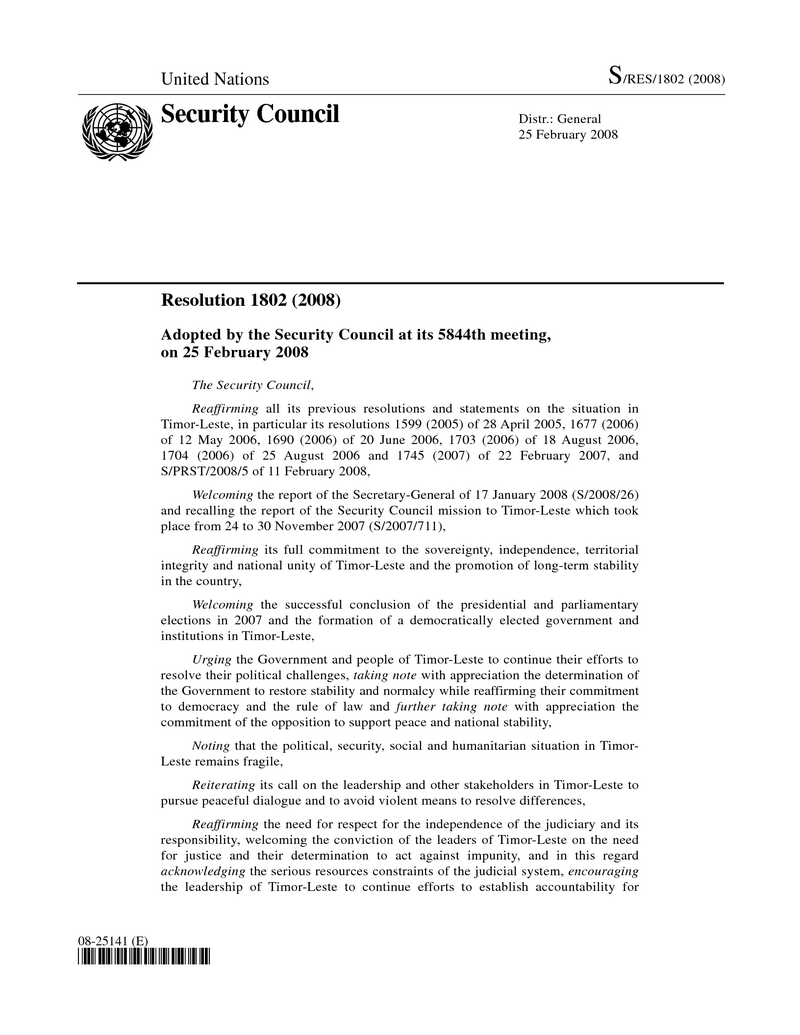
Resolución 1802 del Consejo de Seguridad de las Naciones Unidas.

Las resoluciones del Consejo de Seguridad de las Naciones Unidas son el modo de expresión formal de la voluntad del Consejo de Seguridad, con capacidad vinculante de obligaciones financieras o legales para los miembros de la Organización bajo el Capítulo VII de la Carta de las Naciones Unidas. Las reuniones del Consejo de Seguridad pueden conllevar la aprobación de una resolución a partir de un proyecto de resolución, siendo esta uno de los cuatro resultados posibles.
El mecanismo de presentación de proyectos de resolución, votación, aprobación y publicación viene definido en el Reglamento Provisional del Consejo de Seguridad. El artículo 27 de la Carta de las Naciones Unidas especifica además que a cada miembro del Consejo de Seguridad le corresponde un voto, siendo necesario el voto afirmativo de nueve de los quince de los miembros del Consejo y que ningún miembro permanente ejerza su derecho a veto para poder aprobar una resolución relativa a cuestiones no procedimentales. 
Las resoluciones sobre cuestiones procedimentales pueden ser aprobadas simplemente con el voto afirmativo de nueve de los miembros. Los cinco miembros permanentes del Consejo de Seguridad y con capacidad de veto son: Estados Unidos, China, Francia, Reino Unido y Rusia.
Las resoluciones suelen estar divididas en dos partes; un preámbulo, donde se presentan generalmente las consideraciones sobre cuya base se han adoptado las medidas, una opinión expresada o una directiva dada; y la parte dispositiva, donde se recoge la opinión del órgano o la medida que ha de adoptarse.

## Lista de resoluciones
- 0001 a 0100 (1946–1953)
- 0101 a 0200 (1953–1965)
- 0201 a 0300 (1965–1971)
- 0301 a 0400 (1971–1976)
- 0401 a 0500 (1976–1982)
- 0501 a 0600 (1982–1987)
- 0601 a 0700 (1987–1991)
- 0701 a 0800 (1991–1993)
- 0801 a 0900 (1993–1994)
- 0901 a 1000 (1994–1995)
- 1001 a 1100 (1995–1997)
- 1101 a 1200 (1997–1998)
- 1201 a 1300 (1998–2000)
- 1301 a 1400 (2000–2002)
- 1401 a 1500 (2002–2003)
- 1501 a 1600 (2003–2005)
- 1601 a 1700 (2005–2006)
- 1701 a 1800 (2006–2008)
- 1801 a 1900 (2008–2009)
- 1901 a 2000 (2009–2011)
- 2001 a 2100 (2011–2013)
- 2101 a 2200 (2013–2015)
- 2201 a 2300 (2015–2016)
- 2301 a 2400 (2016–2018)
- 2401 a 2500 (2018–2019)
- 2501 a 2600 (2019–2021)
- 2601 a 2700 (2021–2023)
- 2701 a 2800 (2023–presente)